# Book Café
Het Book Café is een platform voor vrije culturele expressie in Harare, Zimbabwe, sinds 1993.

## Achtergrond
In de eerste acht jaar sinds de oprichting organiseerde het Book Café 7.500 concerten en evenementen, 650 openbare debatten, 70 boekpresentaties, 35 theatervoorstellingen en bood het een podium voor 150 optredens als deel van internationale tournees.
Het café is een stimulans voor de herwaardering voor veel traditionele vormen van muziek, vooral van Afrojazz en fusion, en leidde er bijvoorbeeld toe dat de traditionele mbira door jongeren weer vaker wordt bespeeld.
Een vijfde deel van het budget komt voort uit sponsorgelden en wordt gebruikt om workshops en lezingen mogelijk te maken van bijvoorbeeld de Book Café Academy of Performing Arts (BOCAPA). De rest van de opbrengsten komt uit consumpties en entreegelden.
Brickhill, een van de drijvende krachten achter het Book Café, werd voortdurend met arrestatie bedreigd door de Zimbabwaanse overheid, voor wie de vrije expressie van het platform een doorn in het oog is. Daarnaast kampt het café telkens met voedsel- en watertekorten die consumpties voor klanten in gevaar brengen, en met dagelijks urenlange stroomstoringen.

## Tijdelijke sluiting en verhuizing
Op 1 januari 2012 sloot het zijn deuren op last van het pensioenfonds Old Mutual Property Investments, dat de huur opzegde om het pand zelf te gebruiken. Pamberi Trust, de initiatiefnemer van het Book Café, zag zich om dezelfde reden gedwongen ook de deuren te sluiten van de Mannenberg Jazz Club.
De reden die het pensioenfonds opgaf is omstreden en is door de initiatiefnemers van het Book Café "niet transparant" genoemd. De boodschap werd een dag na de presentatie van een boek over premier Morgan Tsvangirai bekendgemaakt.
Enkele maanden eerder, in september 2011, werd het culturele café nog een Prins Claus Prijs toegekend. De uitreiking ervan vond plaats in maart 2012.
Medio maart 2012 werd het Book Café heropend op een nieuwe locatie, aan de Samora Machel Avenue op de hoek van de Sixth Street. De opening werd ingeluid met twee vijf uur durende concerten.